# Where Do We Go
Where Do We Go è un brano musicale del cantante britannico Jay Sean, estratto come singolo dal mixtape The Mistress il 23 novembre 2011. È il primo brano ballad di Sean. Il brano è stato prodotto dal team di produttori OFM J-Remy e Bobby Bass. È stato prodotto un video musicale per il brano, presentato il 6 giugno 2011 e diretto da Derick G.

## Tracce
Download digitale
1. Where Do We Go – 3:37